# Лалагуна, Мирея
Мирея Лалагуна Ройо (исп. Mireia Lalaguna Royo; род. 21 ноября 1992 года, Сан-Фелиу-де-Льобрегат, Барселона, Испания) — испанская модель и участница конкурсов красоты. Победительница международного конкурса Мисс Мира 2015. Мирея является первой испанкой, выигравшей Мисс Мира.

## Биография
Мирея Лалагуна родилась 21 ноября 1992 году в провинции Барселоны городе Сан-Фелиу-де-Льобрегат, автономной республики Каталония. Она студентка пятого курса фармакологического факультета Барселонского университета. До этого изучала фармацию в Университете Копенгагена. В будущем хочет открыть свое дело в области здорового питания. Также в течение восьми лет получала музыкальное образование в Консерватории Лисео Барселоны по классу фортепиано.

## Мисс Мира Испания 2015
18 июня 2015 года завоевала титул «Мисс Барселона 2015». 25 октября этого же года становится победительницей конкурса «Мисс Мира Испания 2015», который проходил в городе Малага.

## Мисс Мира 2015
Мирея представляла Испанию на 65-м конкурсе Мисс Мира. 19 декабря 2015 года она обошла 114 претенденток на титул и стала первой в истории победительницей Мисс Мира из Испании. Финал конкурса впервые проходил на открытом воздухе, близ стадиона Crown of Beauty Theatre, Санья, Китай. До этого Лалагуна была названа победительницей промежуточного этапа конкурса «топ-модель». На данный момент посетила с традиционным благотворительным туром Великобританию, Испанию, США, Индонезию, Пуэрто Рико, Индию, Северную Ирландию, Россию, Кению, Гонконг, Китай, Филиппины и Корею

## Факты
Увлекается бегом, катанием на лыжах, велопрогулками, путешествиями и чтением.
Владеет испанским, каталонским, французским и английским языками.
Бойфренд Мирейи Лалагуны — Карлос де ла Мота. Карлос де ла Мота родился в Доминиканской Республике, и в настоящее время ему 49 лет. Она является доминиканской актером мыльных опер. Пара начала встречаться в 2017 году. Они вместе примерно 8 лет.